# باید درباره کوین صحبت کنیم (فیلم)
باید درباره کوین صحبت کنیم (به انگلیسی: We Need to Talk About Kevin) فیلمی در ژانر ترسناک بریتانیایی-آمریکایی به کارگردانی لین رمزی است که سال ۲۰۱۱ بر اساس رمانی به همین نام نوشته لیونل شریور، نویسنده آمریکایی ساخته شده است. موضوع فیلم دربارهء اختلال شخصیتی است 